# Neoperla bicornua
Neoperla bicornua är en bäcksländeart som beskrevs av Wu, C.F. 1973. Neoperla bicornua ingår i släktet Neoperla och familjen jättebäcksländor. Inga underarter finns listade i Catalogue of Life.